# Bentheuphausia amblyops
Bentheuphausia amblyops é uma espécie de krill e a única espécie no seu género, o qual é o único género na família Bentheuphausiidae. Todas as outras 85 espécies de krill que se conhecem estão classificadas na família Euphausiidae.
B. amblyops encontra-se no norte do Oceano Atlântico em latitudes a sul de 40º N, e também nas águas do Atlântico Sul, no Oceano Índico e no Oceano Pacífico. Trata-se de uma espécie batipelágica que vive em águas profundas abaixo dos 1 000 metros. Distingue-se dos Euphausiidae por várias características morfológicas, as mais aparentes das quais são o facto de não serem bioluminescentes e ainda o de o seu primeiro par de pleópodes não estar modificado em órgão de cópula. Além disso, os seus olhos são mais pequenos que os dos Euphausiidae. Os indivíduos adultos atingem comprimentos entre os 4 e 5 cm.